# Christi Hort
Das Werk Christi Hort gehört zur religiösen Dichtung des 13. Jahrhunderts. Der Autor ist Gundacker von Judenburg. Es ist eine Kompilation aus alttestamentlicher Geschichte, kanonischen Evangelien, dem Nicodemusevangelium (Acta Pilati und Christi Höllenfahrt) und der Pilatus-Veronika-Sage.

## I.Teil – Schöpfung, Sündenfall und Heilsplan

### Welterschaffung und Sündenfall
vs. 1 Erschaffung der Erde und des Himmels durch Gott. Lucifer lehnt sich auf und wird aus dem Himmel verstoßen. Gott schafft Adam und Eva und setzt sie in das Paradies. 
vs. 87 Verführung Evas durch den „tivel“ (bzw. „Leviathan“). Adam und Eva werden aus dem Paradies verstoßen und ihnen werden die Strafen auferlegt.

### Heilsplan
vs. 158 Die Minne ringt mit Gott und konnte „die gothait betwingen daz er sich erpitten liez“. Durch die Minne bewogen sendet Gott das Heil. (vgl. Streit der vier Töchter Gottes)
vs. 171 Eines von zahlreichen Gebeten, die hier nicht immer angegeben werden sollen. In diesem erwähnt sich der Autor allerdings selbst. vs. 188 „mich Gundachern vil armen / von Judenburch pin ich geborn“. Er verteidigt sich vor etwaigem Spott und Neidern.

## II.Teil – Verkündigung bis Gefangennahme Jesu
Es folgen Erzählungen über das Leben Jesu, die regelmäßig durch ein Gebet Gundackers abgegrenzt werden. In diesen Gebeten wird das eben Erzählte gedeutet und oft auf Gundackers eigenes Leben projiziert. Sündenbekenntnisse, Bitten und Loblieder überwiegen.
Die Geschichten entstammen mit Ausnahmen den kanonischen Evangelien. Einige Forscher meinen, dass Gundacker das Perikopensystem zugrunde gelegt hat, da seine Ordnung der Geschichten sich an den festgelegten Predigtthemen der Kirche zwischen Weihnachten und Ostern orientiert.

### Verkündigung bis Versuchung
vs. 269 Der Engel Gabriel kündigt Maria die Geburt des Heilands an. 
vs. 327 Gott wird Mensch. Er ist der Retter der Menschheit, von einer Jungfrau geboren, in Armut im Stall geboren.
vs. 369 Jesus wird beschnitten und vergießt zum ersten Mal sein „vil raines plut“ für uns.
vs. 399 Die drei Weisen aus dem Morgenland bringen Jesus ihre Gaben. Gundacker deutet die Gaben der Weisen: Gold, weil er König ist; Weihrauch, weil er Gott ist; Myrhe zum Gedächtnis seines Sterbens.
vs. 433 Jesus wird in den Tempel gebracht und der alte Simeon weissagt von ihm.
vs. 459 Die heilige Familie flieht nach Ägypten. Hier hat Gundacker sich an das Pseudo-Matthäus Evangelium angelehnt. Der Ort der Flucht sei „Ereinpolim “ und in der Zeit im Exil vertreibt Jesus alle Abgötter – beides Pseudo-Matthäus Stoff.
vs. 493 Der zwölfjährige Jesus ist im Tempel in Jerusalem, wo er die Juden lehrt. Maria und Josef reisen inzwischen ab. Als sie merken, dass ihr Sohn fehlt, machen sie sich auf den Rückweg nach Jerusalem, wo sie ihn im Tempel finden. Jesus folgt dem elterlichen Gebot in Gehorsam.
vs. 543 Jesus wird im Jordan von Johannes d. T. getauft. Die Trinität Gottes wird sichtbar durch die Stimme vom Himmel (Vater), die schwebende Taube (Hl. Geist) und den Gottessohn Jesus.
vs. 571 Fasten und Versuchung in der Wüste durch den Teufel. Jesus wehrt sich mit den Worten Gottes aus dem AT gegen die Versuchungen. Gundackers Deutung ist, dass was Jesus widerfahren ist, ein Sinnbild für die drei Versuchungen des Menschen ist: Die Welt, der Teufel und der Mensch selbst (das Fleisch).

### Beginn des Wirkens bis Gefangennahme
vs. 635 Jesus fängt an der Welt zu predigen, zusammen mit seinen zwölf Jüngern. Keine genauere Angabe, wie die Jünger zu ihm kamen. Gundacker geht auf die Armut Jesu ein, ohne einem bestimmten Text zu folgen. 
vs. 681 Die Salbung in Bethanien. Jesus wird in Simons Haus geladen und von Maria Magdalena gesalbt. Die Angabe von Maria M. ist eine Kombination aus den Evangelienberichten. Die Jünger begehren gegen die „Verschwendung“ des Öls auf und Jesus weist sie zurecht. Auseinandersetzung mit Simon. Gleichnis (wem viel vergeben ist, der liebt viel). 
vs. 787 Jesus wandelt auf dem Meer. Petrus kommt zu ihm aufs Wasser, sinkt und wird gerettet.
vs. 841 Jesus speist 5000 Männer „ane wip unt ane chint“. In den Evangelien geht diese Geschichte dem Wandeln auf dem Meer voraus, nicht aber im Perikopensystem, an das sich Gundacker zu halten scheint.
vs. 867 Jesu Verklärung auf dem Berg Tabor. Petrus, Johannes und Jakobus begleiten ihn. Gott Vater spricht und es erscheinen Moses und Elia. Der Name des Berges wird in den Evangelien nicht genannt. 
vs. 919 Drei Totenerweckungen: Die Tochter des Jairus, der Jüngling zu Nain und Lazarus. Der Höhepunkt des Wirkens Jesu sind die Totenerweckungen, die Gundacker, aus den Evangelien kompiliert, in einem Atemzug nennt. Er deutet die Auferstehung der Drei allegorisch auf die Erlösung von Sünden in Gedanken, Wort und Tat hin.
vs. 983 Die Heilungen Jesu werden hier zusammengefasst. Blinde, Kranke, Sieche ... werden von ihm geheilt. Die Rede bleibt aber recht knapp. „du hast getan hie zaichen vil, / von den ich nimer sprechen wil, / want diu rede wurd zelanc“
vs. 1021 Jesus zieht in Jerusalem ein. Auf einem Esel kommt der Heiland nach Jerusalem wo das Volk ihn begrüßt: „gelopt sei der da chomen ist / in unsers herren namen da her“. Die Juden aber besprechen sich, wie sie ihn töten könnten.
vs. 1069 Jesus wird verraten. 
vs. 1073 Fußwaschung, Abendmahl, Verrat durch Judas.
vs. 1153 Jesus im Garten Gethsemane. „Mein sel ist trouric untz in den tot“. Gundacker schiebt hier die Geschichte der Weissagung über die Verleugnung des Petrus ein, obwohl sie nach den Evangelien früher stattfindet. Jesus betet drei Mal und findet bei seiner Rückkehr die Jünger jedes Mal schlafend.
vs. 1231 Jesus wird gefangen genommen. Judas führt die Juden zu Jesus und küsst ihn zum Zeichen. Bei der Gefangennahme schlägt Petrus einer Wache ein Ohr ab, flieht und folgt Jesus im geheimen.

## III.Teil – Passion, Tod und Auferstehung
Bis hierher war Gundackers bericht zum Großteil eine Kompilation der kanonischen Evangelien. Seine weiterführende Quelle benennt er selbst: „also schreipt uns Nichodemus“ (1309) – das Evangelium Nicodemi, bestehend aus „Gesta Pilati“, der Pilatusgeschichte, und den „Descensus ad infernos“, der Höllenfahrt.
Stilistisch unterscheiden sich Teile I und II von III dahingehend, dass der dritte Teil mehr an eine Erzählung erinnert. Die Untergliederungen, die am Anfang noch so häufig waren, fallen weg. Überschriften sind spärlich und keine Gebete oder Mahnungen strukturieren die Geschichte.

### Gesta Pilati
vs. 1305 Neue Einleitung. „aller erste wil ich tichten ...“. Wie am Anfang beteuert er seine „unchunst“ (seine künstlerische Bedürftigkeit) und wehrt sich gegen Spott. Es ist ein recht kunstloser Übergang, der den neuen Teil und die neue Quelle markiert. Er bezieht sich auf den Bericht des Nichodemus (Pharisäer und Ratsmitglied) „der berichtet uns da von sus / wie ez alles ergie unt wie ez geschach“. 
vs. 1326 Herodes und Pilatus. Ein Einschub, der nicht im Ev.Nic. vorkommt. Herodes und Pilatus begraben ihre Feindschaft wegen des gemeinsamen Feindes Jesus von Nazareth.
vs. 1368 Jesus wird von den Juden vor Pilatus angeklagt. Pilatus schickt einen Läufer, um Jesus zu holen. Jesus wird vor Pilatus geführt. Die Juden werden wild vor Ärger, weil sich die Kaiserstandarten in den Händen der Wachen wundersam vor Jesus verneigen. 
vs. 1505 Die Juden feinden die Standartenträger an. Diese wehren sich und sagen es sei „ain wunder“. Daraufhin nehmen 12 der stärksten Hebräer die Standarten, doch wieder neigen sie sich vor Jesus nieder.
vs. 1570 Ein Bote überbringt Pilatus Nachricht vom Traum seiner Frau. Er solle Jesus gehen lassen. (Kanonisch)
vs. 1582 Jesus antwortet nicht auf die Anklagen der Juden. 12 Juden bezeugen seine Herkunft; aber vergeblich. Jesus erklärt, dass sein Leiden schon von Moses und den Propheten geweissagt wurde.
vs. 1627 Viele Juden beweinen Jesus. „Der richter Pilatus / er unt Nichodemus / versuhten ir chunst und ir list / ob sie mochten Jesum Christ / mit dehainen dingen / von den juden pringen“ - Pilatus und Nichodemus versuchen beide Jesus zu befreien. 
vs. 1639 Verschiedene Geheilte bezeugen Jesu Taten.
vs. 1663 Pilatus weist die Juden scharf auf ihre Gottlosigkeit hin. Diese sagen, dass Jesus als König verehrt wurde und deswegen von Herodes verurteilt worden sei. Das zwingt Pilatus dazu, Gericht zu halten.
Von vs. 1700 bis ca. 2150 folgt Gundacker nicht mehr der Gesta, sondern erzählt Stücke aus den kanonischen Evangelien. Ohne Rücksicht auf ihre eigentliche Ordnung.
vs. 1700 Den Juden ist die Todesstrafe verboten, sie können sie nicht vollziehen. Erste Schmähungen.
vs. 1731 Jesus wird vor Herodes geführt.
vs. 1751 Jesus wieder vor Pilatus, der ihn fragt „ob du der juden chunick pist“? Pilatus versucht Jesus ein letztes Mal vor dem Tod zu retten. Die Juden aber rufen „du solt ihn töten pitterlich / nu chriuze in, nu chriuze in / daz wirt vom chaiser dein gewin“
vs. 1796 Das letzte Gespräch zwischen Pilatus und Jesus.
vs. 1827 Petrus verleugnet seinen Herren dreimal.
vs. 1850 Pilatus geht vor die Juden und bietet ihnen an einen Gefangenen freizulassen. Die Juden wählen den Verbrecher Barrabas. 
vs. 1880 Geißelungen und Schmähungen.
vs. 1915 Der Gang nach Golgotha. Simon Cyreneus trägt Jesu Kreuz. Die Kreuzigung.

#### Die sieben Worte am Kreuz
vs. 1949 Jesus bittet, dass sein Vater den Peinigern vergibt.
vs. 1953 Die Schächer am Kreuz: Der eine glaubt nicht an Jesus, der andere aber bittet den Heiland, dass er sich seiner erinnere, wenn er in sein Reich kommt. Jesus: „du bist heute mit mir / im paradise, daz sag ich dir.“
vs. 1989 Jesus spricht zu Johannes und Maria am Kreuz. Jesus wird weiter von der Menge verspottet, bis die Sonne sich verdunkelt und die Erde bebt.
vs. 2033 „er ruft also: hely, heli / lamazabactani.“ - mein Gott, mein Gott, warum hast du mich verlassen?
vs. 2047 „mich durstet“
vs. 2055 „consummatum est“ - Es ist vollbracht!
vs. 2065 „er sprach: 'ich enphile dir, vater mein, / den gaist mein in die hende din“. Eine Wache stößt ihm den Speer ins Herz (!).
vs. 2081 Maria klagt unter dem Kreuz. Diese Marienklage hat kein biblisches Vorbild, ist aber nach mittelalterlicher Tradition gebaut.
Es folgt der Bericht von Begräbnis und Auferstehung. Gundacker orientiert sich am Gedankengang der Gesta, aber fügt Details der kanonischen Evangelien ein. Die folgende Episoden sind eng mit der Geschichte des Josef von Arimathia verbunden.
vs. 2145 Josef von Arimathia bittet Pilatus um den Leichnam Jesu und begräbt ihn. 
vs. 2169 Die Juden beschließen, das Grab mit einem Stein zu verschließen.
vs. 2173 Josef von Arimathia wird gefangengenommen und in den Kerker geworfen.
vs. 2207 Die Juden wissen um Jesu Weissagung, dass er am dritten Tage auferstehen wird. Daher lassen sie das Grab bewachen.
vs. 2242 Christi Höllenfahrt. Gundacker nimmt eine Episode aus den „Descensus ad infernos“ vorweg. Der Christus dringt in die Hölle ein und führt die hinaus, die „sin willen heten getan.“
vs. 2265 Jesus befreit Josef von Arimathia aus dem Kerker. Gundacker gesteht ein, dass sein Bericht nicht biblisch ist: „swie ez doch nicht geschriben ist / an dem ewangelio / so ist ez doch benam also“
vs. 2293 Ein Engel erscheint beim Grab Jesu. Die Erscheinung versetzt die Wachen ins „Koma“. 
vs. 2303 Die erste Offenbarung Christi. Verschiedene Stofftraditionen lassen es Gundacker schwerfallen, eine sinnvolle und einheitliche Zusammenstellung der Ereignisse zu finden.
Die drei Frauen kommen zum Grab und treffen den Engel, der ihnen von der Auferstehung des Herren erzählt. Zwei von ihnen laufen zu den Jüngern, um alles zu berichten. Maria Magdalena bleibt beim Grab und weint um Jesus. Derselbe erscheint ihr, doch erkennt sie ihn zuerst nicht. Als sie es merkt, sagt er ihr, dass sie von seinem Auferstehen berichten soll. Johannes und Petrus glauben ihr und eilen zum Grab. Sie finden es leer: „er ist loblich erstanden / von des todes panden“
vs. 2407 Die Juden merken, das Josef aus dem Kerker verschwunden ist. Auf wundersame Weise ist dort ein Brunnen entstanden.
vs. 2455 Die Juden merken ebenfalls, das Jesus aus dem Grab verschwunden ist. Die Wächter müssen Rechenschaft abgeben und erzählen von den Ereignissen. Die Juden bezichtigen sie der Bestechlichkeit, woraufhin die Wachen auf Jesu frühere Wunder hinweisen.
Die Verse 2583 bis 3032 sind von der Gesta unabhängig. Die Einschiebung handelt erstens von den Offenbarungen und der Himmelfahrt Jesu und zweitens vom Kommen des Heiligen Geistes an Pfingsten.
vs.2583 Es folgen die Offenbarungen Christi. Gundacker orientiert sich dabei nicht nur an den kanonischen Evangelien.
vs. 2591 Jakobus, Jesu Bruder. Jesus erscheint ihm und sagt ihm, er könne aufhören mit dem Fasten. „aller erste ist nu ezzen zit“. Die Quelle hier ist die „Legenda Aurea“, die Gundacker häufig einfließen lässt. Die Reihenfolge der nachfolgenden Geschichten sind gleich der Legenda Aurea.
vs. 2609 Die Jünger von Emmaus. Der Name des zweiten Jüngers ist Stoff der L.A.
vs. 2689 Die zehn Jünger (ohne Thomas). Jesus bricht mit ihnen das Brot und gibt ihnen seinen Frieden.
vs. 2729 Die elf Jünger (mit Thomas). Thomas legt seine Hand in Christi Wunden.
vs. 2745 Die Jünger am See Tiberias. Die Jünger haben nichts gefangen, da sagt ihnen ein Fremder, sie sollen noch einmal hinausfahren. Daraufhin bringen sie ein volles Netz mit ans Land, und Petrus erkennt seinen Herrn.
vs. 2799 Johannes und Petrus auf dem Berg Thabor. (Quelle?)
vs. 2813 Aussendung der Jünger und letzte Worte. In Jerusalem kommt Christus zu den Jüngern und gebietet ihnen: „'ir shult predigen untower / aller creatower.“ Er heißt sie auf den Heiligen Geist zu warten, dann fährt er gen Himmel „zu minem unt zu iurem Got“. 
vs. 2858 Die Himmelfahrt.
vs. 2885 Ausgießung des Geistes an Pfingsten. Der Geist fährt auf die Jünger nieder, und sie fangen an, in anderen Sprachen zu predigen. Die umstehenden Leute sind entsetzt, ihre (fremde) Muttersprache zu hören, und preisen Gott über dieses Wunder. „die juden gedachten rache / gegen den gottes chnechten.“ 
vs. 2970 Predigt der Jünger. Gundacker gibt eine gekürzte Variante der ersten Predigt des Petrus wieder. Viele vom Volk bekehren sich und werden getauft. Die Juden versuchen, die Jünger durch Bestechung zum Schweigen zu bringen.
Ab Vers 3033 kehrt Gundacker zur Gesta-Quelle zurück.
vs. 3033 Finees, Adras und der Priester Egeas zeugen von der Himmelfahrt.
vs. 3056 Die Zeugen verpflichten sich zum Schweigen. Nichodemus rät noch zusätzlich zur Bestechung der Drei. Dies passt eigentlich so gar nicht in das Bild vom „guten“ Nichodemus, doch solche Unebenheiten sind häufig und bei den Übergängen von Quelle zu Quelle offensichtlich. Etwas später verwundert auch die Haltung des Textes gegenüber den Juden. Waren sie vorher klassisch böse-hintertrieben, sind sie auf einmal gewandelt zu schuldbewusst-reumütig.
vs. 3091 Die Berichte lassen die Juden verzagen. Die Hohenpriester Annas und Caiphas beruhigen sie, dass alles nur Lug und Trug sei.
vs. 3107 Nichodemus „der Weise“ rät zur Suche nach Jesus. Man findet daraufhin Joseph in Arimathia.
vs. 3144 Joseph wird auf Beschluss des Hohen Rates nach Jerusalem eingeladen.
vs. 3177 Die Boten überbringen die Nachricht an Joseph.
vs. 3246 Joseph wird in Jerusalem feierlich empfangen. Die Juden bitten ihn, über sein Verschwinden aus dem Kerker zu berichten. 
vs. 3319 Der Bericht des Joseph über die Geschehnisse. Neben der (teils wortwörtlichen) Nacherzählung der dem Leser bekannten Ereignisse lüftet Joseph aber auch das Geheimnis um den Brunnen, der nach seiner Flucht dort aufgefunden wurde. Den Brunnen hatte der Herr hervortreten lassen, um Joseph darin zu taufen.
Die Quelle ist wahrscheinlich eine römische Lokalsage über die Entstehung des (noch heute zu besichtigenden) Brunnens San Pietro.
vs. 3385 Die Juden erschrecken sehr, als sie den Bericht hören. Die drei Zeugen Finees, Adras und Egeas werden abermals vorgeladen, damit sie ihr Zeugnis wiederholen.

### Descensus ad infernos
vs. 3437 Neben Jesus sind noch weitere Tote auferstanden. Joseph berichtet den Juden von zweien: Leucius und Karicius.
vs. 3473 Leucius und Karicius sollen als Zeugen der Auferstehung erscheinen.
vs. 3593 Den Beiden ist es allerdings untersagt, von diesen Wundern zu sprechen, daher fordern sie Schreibzeug an, um alles niederschreiben zu können, was sie gesehen haben.
vs. 3613 Gebet Leucii und Karicii. Sie bitten Gott, dass er ihr Tun gutheiße und ihnen Gnade schenke.
vs. 3631 Die beiden Auferstandenen schreiben nun ihren Bericht nieder. Christus kommt herab in die Hölle. Sein Licht wird von allen gesehen. „Do erschain ein sunne guldein, / des durchleutich brehender schein“. Adam, David, Jesaja, Simeon und Johannes der Täufer begrüßen und zeugen von dem Licht.
vs. 3686 Die Geschichte von Seths Sendung. Nachdem Adam aus dem Paradies verstoßen worden war, hatte er seinen Sohn Seth dorthin zurückgesandt. Seth traf am Eingang zum Garten Eden Erzengel Michael, der ihm sagte, dass der Erlöser in 5500 Jahren auf die Erde kommen wird. Dieser Tag war gekommen.
vs. 3747 Lucifer kündigt der Hölle das Kommen Jesu an. Diese fürchtet sich vor dem Heiland.
vs. 3767 „ir hellen fursten, tut uf die tor, / der eren chunick ist hie vor!“ Jesus überwindet die Höllenpforten und besiegt Lucifer.
vs. 3785 Jesus erlöst Adam und die Anderen.
vs. 3800  Jesus übergibt die Seelen an Michael, der sie ins Paradies führt. Unterwegs treffen sie Elias und Enoch, die niemals gestorben waren.
vs. 3825 Auch der Schächer, der an Jesus geglaubt hatte, findet Einlass. Ende des Berichtes von Leucius und Karicius.
vs. 3843 Schlusswort und Entrückung der Beiden.
vs. 3879 Die Juden erschrecken über diesen Bericht und wollen ihn verheimlichen.
vs. 3885 Joseph und Nichodemus überbringen Pilatus die Schriften der Auferstandenen.

#### Die Rache des Nero und Vespasian.
Dieser Abschnitt (vs. 3903 bis 3942) folgt nicht dem „Descensus“. Claudius, Nero und Vespasian werden erwähnt ohne zu berücksichtigen, dass in vs. 1383 noch Tiberius als römischer Kaiser genannt wurde. Entweder ist dieser Abschnitt freie Erfindung Gundackers oder folgt einer anderen Stoffquelle.
vs. 3903 Claudio, dem Kaiser zu Rom, werden von Pilatus die Briefe gesandt. Dieser schickt sie weiter an Nero, der „zeRome ouch gewaltic was“. Dem Nero erscheint Jesus im Traum, der ihm seine Wunden zeigt und ihn anweist, Vespasian zu befehlen seinen Tod an den Juden zu rächen. Vespasian nimmt den Auftrag freudig entgegen und will ihn nach 40 Jahren ausführen.

#### Die sieben Vorzeichen des Gerichtes über Jerusalem
Die zugrunde liegende Quelle ist „De bello Judaico“ von Flavius Josephus.
vs. 3945 Das erste Zeichen. Ein neuer Stern erscheint über Jerusalem.
vs. 3951 Das zweite Zeichen. Ein zweites Licht erscheint mitten in der Nacht.
vs. 3963 Das dritte Zeichen. Bei einer Schlachtung wirft das „Kalb ein Lämblein“.
vs. 3975 Das vierte Zeichen. Die Tür zum Tempel wird trotz geschlossener Riegel aufgeschlagen. (?)
vs. 3987 Das fünfte Zeichen. Über ganz Judäa werden fliegende Wagen mit „starcher wer“ gesehen.
vs. 3997 Das sechste Zeichen. 
vs. 4017 Da siebte Zeichen. Jerusalem wird verkündet, dass Unheil kommen wird. „we den Jerosolimiten, we!“

## IV.Teil - Pilatus – Veronika – Sage
Es gibt viele Versionen dieser Sage. Das Besondere an Gundackers Pilatus-Veronika-Sage ist, dass sie die ausführlichste Fassung in der deutschen Dichtung überhaupt ist.
Wie bei den Übergängen von Stoffquellen üblich, sind auch hier wieder einige Ungereimtheiten nicht zu übersehen: Tiberius ist auf einmal wieder Kaiser (obwohl vorher noch Claudius genannt wurde); Tiberius und Vespasian haben scheinbar noch nie etwas von Jesu Tod gehört (obwohl sie eben noch die Briefe erhalten und Vespasian Rache geschworen hatte). 
Auch ist die Überleitung recht holprig. „nu laze wir die rede hier / unt hort wie ez Pilato ergie;“

### Die Adrianererzählung
vs. 4045 Pilatus bereut, dass er Jesus hat kreuzigen lassen und sorgt sich um die Konsequenzen. „er sprach: wie sol ich bewaren / mein leip unt mein ere?“ 
vs. 4101 Pilatus sendet den Boten Adrian nach Rom, um zu erfahren, was man dort so über ihn spricht.
vs. 4151 Das Schiff des Adrian wird von einem Sturm nach „Galitze“ verschlagen.
vs. 4177 In dem Land gibt es den grausamen Brauch, den Schiffbrüchigen „leip unt gut“ zu nehmen. 
vs. 4203 Adrian fragt nach dem König und wird zu ihm geführt. Vespasian verwaltet gerade diese Provinz. Er empfängt ihn. Schilderung von Vespasians Krankheit. „daz im die wurme vespis / heten durchslofen die nasen sein / daz er da von laid grozen pin“
vs. 4271 Adrian erzählt dem König vom Wunderheiler Jesus und dass nur dieser ihn retten könne. 
vs. 4297 Der König fragt, ob dieser Jesus ihm helfen könne. „der chinuc sprach: 'unt lept er noh, / getroust du ob er mir helfe noch?'“ (Als ob Vespasian niemals von Jesu Tod erfahren habe)
vs. 4329 Vespasian sendet Adrian, Jesus zu holen.
vs. 4344 Ein Gesuch wird nach Rom gesandt, einen Rachefeldzug gegen die Juden führen zu dürfen, um Jesus zu rächen. 
Die ganze Passage steht im Widerspruch zu vs. 3903 – 3942.

### Die Heilung des Kaisers Tiberius. Columban und Veronica.
vs. 4349 „du waren ouh zeRom maer chomen, / von Jesu wart al da vernommen.“ Der kranke römische Kaiser hört vom Wunderheiler Jesus.
vs. 4366 Boten werden ausgewählt, die nach Jerusalem geschickt werden.
vs. 4416 Columban wird als Bote gewählt.
vs. 4435 Gespräch des Kaisers mit Columban. Columban soll Jesus nach Rom bringen „und sag Pylato von mir / daz er mir Jesum sende / oder ez sei sein ende.'“
vs. 4471 Columban reist ohne Vorkommnisse nach Jerusalem. Er überbringt Pilatus die Nachricht des Kaisers und auch die Drohung, sollte er Jesus nicht senden, würde Pilatus der Tod erwarten. Pilatus ist verängstigt und erbittet sich 14 Tage Frist.
vs. 4561 „der weis pot Columban“ fängt überall an zu fragen, wo Jesus wohl sei, was mit ihm geschehen ist. Allerdings haben die Juden und Pilatus dem Volk verboten von Jesus zu sprechen. 
vs. 4580 „ein gut man“ weist ihm den Weg zu einer „vil gut frowen“, die ihm sagen werde, was mit Jesus passiert ist.
vs. 4603 Columban und Veronika. Columban kommt ins Haus der Veronika und berichtet ihr von seinem Auftrag. Diese sagt ihm, dass Jesus gestorben ist und erläutert ihm die Notwendigkeit seines Leidens und Sterbens. Ein längerer Exkurs über die Heilsgeschichte angefangen bei „Eva diu unweise“.
vs. 4771 Columban glaubt ihr und fragt, was er nun tun solle? Es gibt noch Hoffnung, denn Jesus kann imernoch heilen – durch sein wundersames Bild.
vs. 4800 Entstehung des Bildes. Veronika wollte ein Bild von Jesus. Jesus hatte ein weißes Tuch auf sein Gesicht gedrückt und so sein Antlitz darauf verewigt.
vs. 4827 Veronika erklärt sich bereit den Boten zu begleiten und das Bild zum Kaiser zu bringen. „... unt sicht erz an / mit rechtem gelauben, so ist zergan / aller sein siechtum / als ob er an sehe Jesum“
vs. 4889 Fahrt nach Rom. 
vs. 4943 Ehrenhafter Empfang der Veronika.
vs. 4953 Columban wird vor den Kaiser geladen und berichtet von seiner Fahrt.
vs. 4991 Veronika wird gerufen. Der Kaiser begrüßt im Bußgewand das Christusbild und wird daraufhin geheilt. Er dankt Gott und Veronika.

### Der Tod des Pilatus
vs. 5041 Der Kaiser will Pilatus töten lassen, weil dieser den Wunderheiler Jesus kreuzigen lassen hat.
vs. 5055 Veronika kehrt zurück. Einige Details bleiben unklar. Es scheint als ob Veronika nicht nach Jerusalem zurückkehrt. Auch bleibt das Christusbild beim Kaiser, obwohl sie es noch im Gespräch mit Columban nicht aus den Händen geben wollte.
vs. 5069 Freude der Fürsten über die Heilung des Kaisers.
vs. 5089 Vespasian hat von der Wundertat gehört und kommt zum Kaiser. Beide berichten sich gegenseitig von ihren Wunderheilungen.
vs. 5177 Beratung was mit Pilatus geschehen solle. Vespasian rät ihn bringen und töten zu lassen.
vs. 5193 Pilatus wird nach Rom bestellt und eingekerkert.
vs. 5222 Gericht über Pilatus. Vespasian spricht sich für den „vil pitterlichen tod“ nicht nur für Pilatus, sondern auch für die Juden aus. 
vs. 5268 Pilatus erkundigt sich im Kerker, was der Beschluss der Fürsten sei. Als er ihn vernimmt, begeht er Selbstmord.
vs. 5292 Unvermittelter Abbruch der Handlung. Kurzes Schlussgebet (auf die Handlung bezogen).
vs. 5295 Großes, allgemeines Schlussgebet.
Das Ende ist recht abrupt. Normalerweise enden die Pilatus-Legenden nicht mit dem Selbstmord, sondern mit dem Schicksal des Leichnams Pilati. Auch fehlt das eigentliche Gericht über Jerusalem. Die Widersprüche in den Handlungen und die stilistischen Uneinigkeiten deuten darauf hin, dass Gundacker nicht die Zeit gefunden hatte, das Werk noch einmal zu überarbeiten bzw. gar nicht fertig geworden ist. 
Das Werk ist also eine Verbindung aus Gesta Pilati, Descensus ad infernos und der Pilatus-Veronik-Sage mit Hinzufügungen Gundackers, die vor allem wichtige Szenen lebhafter ausschmücken sollten.

## Textausgabe
- Christi Hort. Aus der Wiener Handschrift hg. v. J. Jaschke. Berlin: Weidmann 1910. Online-Ressource - Textzeugen